# Паркер (Айдахо)
Паркер (англ. Parker) — місто в окрузі Фремонт, штат Айдахо, США. Згідно з переписом 2010 року населення становило 305 осіб, що на 14 осіб менше, ніж 2000 року.

## Географія
Паркер розташований за координатами 43°57′30″ пн. ш. 111°45′33″ зх. д. / 43.95833° пн. ш. 111.75917° зх. д. (43.958405, -111.759206).  За даними Бюро перепису населення США в 2010 році місто мало площу 0,92 км², з яких 0,91 км² — суходіл та 0,00 км² — водойми.

## Демографія

### Перепис 2010 року
За даними перепису 2010 року, у місті проживало 305 осіб у 99 домогосподарствах у складі 76 родин. Густота населення становила 336,4 ос./км². Було 107 помешкань, середня густота яких становила 118,0/км². Расовий склад міста: 94,8 % білих, 2,3 % індіанців, and 3,0 % інших рас. Іспанці та латиноамериканці незалежно від раси становили 4,6 % населення.
Із 99 домогосподарств 48,5 % мали дітей віком до 18 років, які жили з батьками; 68,7 % були подружжями, які жили разом; 7,1 % мали господиню без чоловіка; 1,0 % мали господаря без дружини і 23,2 % не були родинами. 20,2 % домогосподарств складалися з однієї особи, у тому числі 12,1 % віком 65 і більше років. У середньому на домогосподарство припадало 3,08 мешканця, а середній розмір родини становив 3,66 особи.
Середній вік жителів міста становив 28,2 року. Із них 37,7 % були віком до 18 років; 7 % — від 18 до 24; 25,6 % від 25 до 44; 18,7 % від 45 до 64 і 11,1 % — 65 років або старші. Статевий склад населення: 49,8 % — чоловіки і 50,2 % — жінки.
Середній дохід на одне домашнє господарство  становив 54 581 долар США (медіана — 45 417), а середній дохід на одну сім'ю — 60 412 долари (медіана — 46 750). За межею бідності перебувало 10,0 % осіб, у тому числі 15,8 % дітей у віці до 18 років та 18,9 % осіб у віці 65 років та старших.
Цивільне працевлаштоване населення становило 162 особи. Основні галузі зайнятості: сільське господарство, лісництво, риболовля — 23,5 %, роздрібна торгівля — 19,1 %, транспорт — 14,8 %, освіта, охорона здоров'я та соціальна допомога — 13,0 %.

### Перепис 2000 року
За даними перепису 2000 року, у місті проживало 319 осіб у 96 домогосподарствах у складі 74 родин. Густота населення становила 351,9 ос./км². Було 101 помешкання, середня густота яких становила 111,4/км². Расовий склад міста: 97,49 % білих, 1,88 % інших рас і 0,63 % людей, які зараховують себе до двох або більше рас. Іспанці та латиноамериканці незалежно від раси становили 2,19 % населення.
Із 96 домогосподарств 50,0 % мали дітей віком до 18 років, які жили з батьками; 67,7 % були подружжями, які жили разом; 5,2 % мали господиню без чоловіка, і 22,9 % не були родинами. 22,9 % домогосподарств складалися з однієї особи, у тому числі 13,5 % віком 65 і більше років. У середньому на домогосподарство припадало 3,32 мешканця, а середній розмір родини становив 3,99 особи.
Віковий склад населення: 41,4 % віком до 18 років, 9,4 % від 18 до 24, 26,3 % від 25 до 44, 12,5 % від 45 до 64 і 10,3 % від 65 років і старші. Середній вік жителів — 24 роки. Статевий склад населення: 49,5 % — чоловіки і 50,5 % — жінки.
Середній дохід домогосподарств у місті становив $28 750, родин — $34 444. Середній дохід чоловіків становив $30 000 проти $16 250 у жінок. Дохід на душу населення в місті був $9 265. Приблизно 13,2 % родин і 16,1 % населення перебували за межею бідності, включаючи 14,6 % віком до 18 років і 22,5 % від 65 і старших.